# 페라리 F154 엔진
페라리 F154 엔진(영어: Ferrari F154 Engine)은 2013년부터 페라리에서 설계 및 생산한 모듈식 트윈 터보 차저 직분사 V8 가솔린 엔진 제품군이다. 마세라티 및 페라리 자동차 모두에서 자연 흡기식 페라리 F136 V8 제품군을 대체한다. 1987년 페라리 F40의 2.9리터 F120A V8 이후 최초의 터보 차저 페라리 로드 엔진이다.

## 기술
F154 V8 엔진은 실린더 뱅크, 알루미늄 블록 및 헤드 사이에 90° 각도를 가지고 있다. 강제 유도 시스템은 IHI에서 제공하는 2개의 병렬 트윈 스크롤 수냉식 터보 차저와 2개의 공랭식 인터쿨러를 사용한다. 밸브 트레인은 뱅크 당 2개의 오버 헤드 캠축에 의해 롤러 핑거 팔로워를 통해 작동되는 실린더 당 4개의 밸브로 구성되어 있다. 타이밍 체인은 플라이휠 쪽에 있다. 모든 버전은 흡기 및 배기 측 모두에서 가솔린 직접 분사 및 연속 가변 밸브 타이밍이 특징이다.
페라리 버전의 엔진에는 플랫 플레인 크랭크 샤프트와 건식 섬프 윤활이 있다. 동일한 길이의 파이프를 얻기 위해 배기 매니 폴드는 여러 용접된 주강 조각으로 제조된다. 터보 차저 하우징은 유사한 3피스 구조를 사용한다.
마세라티 차종의 경우 크로스 플레인 크랭크 샤프트와 습식 섬프 윤활이 있다. 터빈 하우징과 배기 매니 폴드가 일체형으로 통합되어 있다. Quattroporte에서 엔진에는 2000 ~ 4000rpm 사이의 650 N·m (479 lbf·ft)에서 2250 ~ 3500rpm 사이의 710 N·m (524 lbf·ft)까지 최대 토크를 올리는 오버 부스트 기능이 있다.

## 적용 차량

### 페라리
| 엔진 코드 | 배수량 보어 x 스트로크           | 연식          | 적용 모델                                      | 최고출력 | 최대토크                                         |
| --------- | -------------------------------- | ------------- | ---------------------------------------------- | --- | ------------------------------------------------ |
| F154 BB   | 3,855 cc (235 cu in)86.5x82.0 mm | 2014년~2017년 | 페라리 캘리포니아T                             | 560 PS (412 kW; 552 hp) at 7500 rpm                                                                                  | 755 N·m (557 lbf·ft) at 4750 rpm                 |
| F154 BD   | 3,855 cc (235 cu in)86.5x82.0 mm | 2017년~2020년 | 페라리 GTC4 루소T                              | 610 PS (449 kW; 602 hp) at 7500 rpm                                                                                  | 760 N·m (561 lbf·ft) at 3000 rpm                 |
| F154 BE   | 3,855 cc (235 cu in)86.5x82.0 mm | 2018년~2020년 | 페라리 포르토피노                              | 600 PS (441 kW; 592 hp) at 7500 rpm                                                                                  | 760 N·m (561 lbf·ft) at 3000 rpm                 |
| F154 BH   | 3,855 cc (235 cu in)86.5x82.0 mm | 2020년~현재   | 페라리 로마 페라리 포르토피노 M                | 620 PS (456 kW; 612 hp) between 5,750 and 7,500 rpm                                                                  | 760 N·m (561 lbf·ft) between 3,000 and 5,750 rpm |
| F154 CB   | 3,902 cc (238 cu in)86.5x83.0 mm | 2015년~2019년 | 페라리 488 & 페라리 488 스파이더               | 670 PS (493 kW; 661 hp) at 8000 rpm                                                                                  | 760 N·m (561 lbf·ft) at 3000 rpm                 |
| F154 CD   | 3,902 cc (238 cu in)86.5x83.0 mm | 2018년~2020년 | 페라리 488 피스타 & 페라리 488 피스타 스파이더 | 720 PS (530 kW; 710 hp) at 8000 rpm                                                                                  | 770 N·m (568 lbf·ft) at 3000 rpm                 |
| F154 CG   | 3,902 cc (238 cu in)86.5x83.0 mm | 2019년~현재   | 페라리 F8 스파이더                             | 720 PS (530 kW; 710 hp) at 8000 rpm                                                                                  | 770 N·m (568 lbf·ft) at 3250 rpm                 |
|           | 3,990 cc (243 cu in)88x82.0 mm   | 2020년~현재   | 페라리 SF90 스트라달레                         | 780 PS (574 kW; 769 hp) at 7500 rpm + 220 PS (162 kW; 217 hp) from electric motors = total 1,000 PS (735 kW; 986 hp) | 800 N·m (590 lbf·ft) at 6000 rpm                 |

## 수상

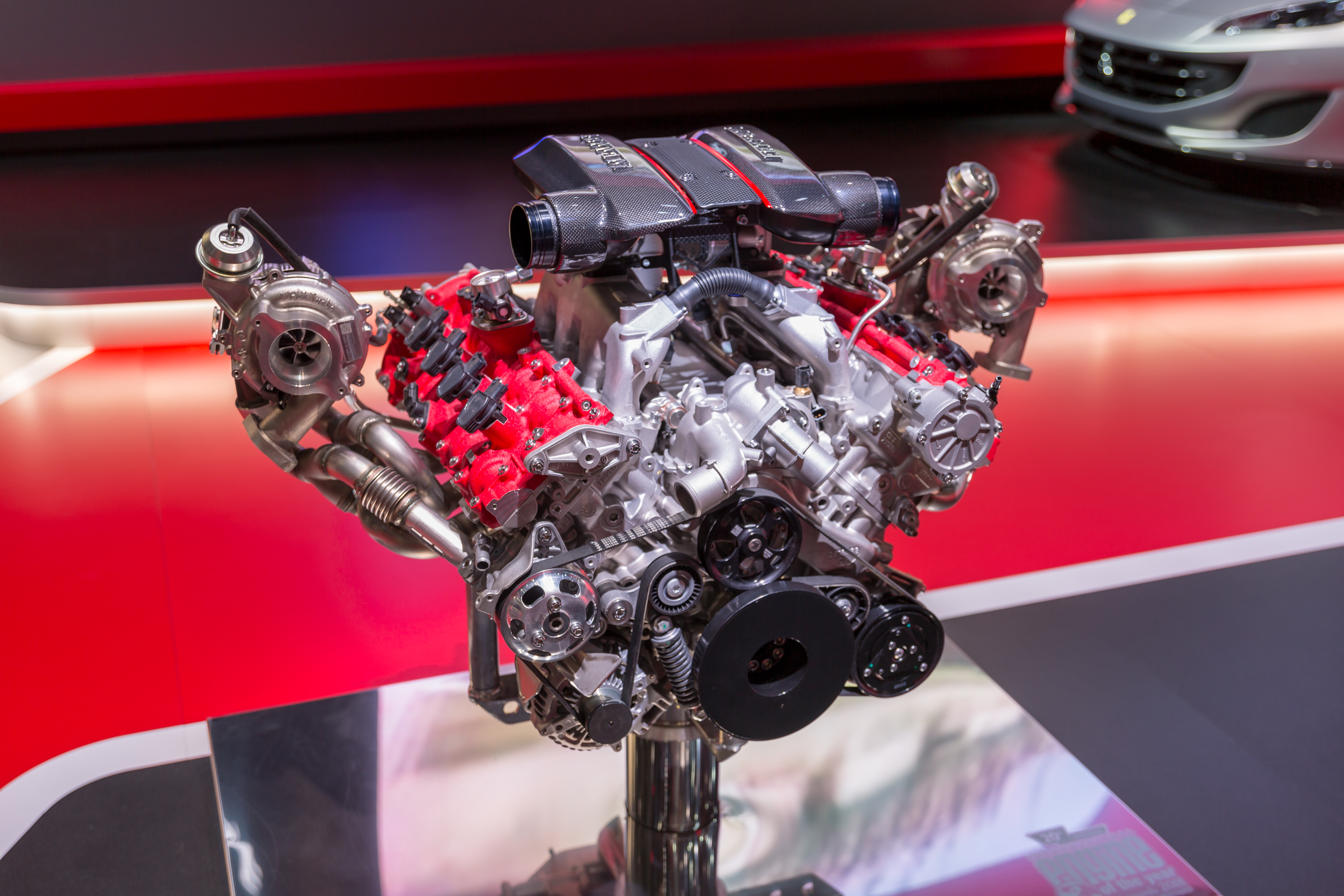
F154 CD

F154B 및 F154C 엔진은 2016년부터 2019년까지 4 개의 연속 전체 타이틀과 추가로 4 개의 최고 성능 엔진 타이틀을 포함하여 International Engine of the Year 대회에서 총 14개의 상을 수상했다. 이 동력 장치는 데뷔 당시 2016 베스트 뉴 엔진 인정을 받았다. 2016년부터 2018년까지 엔진은 3~4 리터 등급에서 1위를 차지했다. 변위를 기반으로 한 이전 범주 대신 새로운 전력 기반 범주를 채택한 후 2019년 F154 변형은 550 ~ 650 PS 및 650 PS 이상을 모두 수상했다.
2018년 F154C 엔진은 1999년 International Engine of the Year가 출시 된 이후 가장 중요한 엔진으로 Best of the Best에 선정되었다.